# Convenção do Partido Republicano no Havaí em 2012
A eleição primária do Partido Republicano no Havaí em 2012 foi realizada em 13 de março de 2012. O Havaí terá 20 delegados na Convenção Nacional Republicana.

## Resultados
| Eleição primária do Partido Republicano no Havaí em 2012 | Eleição primária do Partido Republicano no Havaí em 2012 | Eleição primária do Partido Republicano no Havaí em 2012 | Eleição primária do Partido Republicano no Havaí em 2012 |
| Candidato                                                | Votos                                                    | Percentagem                                              | Delegados                                                |
| -------------------------------------------------------- | -------------------------------------------------------- | -------------------------------------------------------- | -------------------------------------------------------- |
| Mitt Romney                                              | 4.548                                                    | 45%                                                      | 9                                                        |
| Rick Santorum                                            | 2.589                                                    | 25%                                                      | 5                                                        |
| Ron Paul                                                 | 1.975                                                    | 19%                                                      | 3                                                        |
| Newt Gingrich                                            | 1.116                                                    | 11%                                                      | 0                                                        |
| Totais                                                   | 10.228                                                   | 100%                                                     | 20                                                       |